# 송재희 (1956년)
송재희(宋在希, 1956년 1월 26일 ~ , 대전 대덕)는 대한민국의 공무원이다. 

## 학력
- 대전고등학교 졸업
- 서울대학교 무역학과 경제학 학사
- 서울대학교 행정대학원 행정학 석사
- 웨일스 대학교 대학원 경영학 석사
- 한남대학교 대학원 경영학 박사

## 경력
- 제23회 행정고시 합격
- 1980.05 : 공업진흥청 근무
- 1996.02 : 중소기업청 자금지원과장
- 1998.03 : 중소기업청 기술정책과장
- 1999.01 : 중소기업청 정책총괄과장
- 2004.01 : 중소기업청 기술지원국장
- 2006.05 : 경기지방중소기업청장
- 2007.02 : 중소기업청 중소기업정책본부장
- 2008.04 : 중소기업청 차장
- 2009.04 ~ 2017.02 : 중소기업중앙회 상근부회장
- 2018.01 ~ : 한국중소벤처무역협회 회장

## 참고 자료
- 송재희 네이트 인물검색

| 전임 나도성 | 제25대 중소기업청 차장 2008년 4월 15일 ~ 2009년 5월 22일 | 후임 정영태 |